# هماشاه سلطان
هماشاه سلطان (بالتركية العثمانية: هوما شاه سلطان) (1544-1582)، هي الابنة الوحيدة للسلطان محمد (حفيدة السلطان سليمان القانوني وخُرَّم سلطان). جلبت إلى إسطنبول بعد وفاة والدها، حيث نشأت بجانب جدتها خُرَّم سلطان.

## نشأتها
ولدت في إسطنبول أيام الدولة العثمانية وبعد ولادتها بعدة شهور توفى أبيها الأمير محمد فقام السلطان سليمان القانوني وزوجته خُرم بتربيتها، عاشت يتيمة حتى وفاتها.

## زواجها
وفي عام 1566 تزوجت من احمد نصر الدين محمود باشا وأنجبت 5 أولاد . كم عرفت بكونها سلطانة عادلة ، اشتهرت بميلها لأبيها الأمير محمد ، كما أنها محبوبة عند السلطانة هيام (خرم) والسلطان سليمان القانوني وتزوجت من وإلى مصر. 

## أولادها
أسماء ، خديجة ، زينب ، محمد نسبة لأبيها وعبد الله

## وفاتها
توفيت سنة 1592 ودفنت بجوار والدها الشاه محمد في مسجد شاه زاده.